# Miroslav Liškutín
Miroslav Antonín Liškutín (23. srpna 1919 Jiříkovice, Československo – 19. února 2018 Fareham) byl československý brigádní generál, československý letec RAF.

## Život
Vyučil se zámečníkem. V srpnu 1938 vstoupil do armády. Po vyhlášení protektorátu odešel za hranice a v Anglii byl přijat do řad RAF. Účastnil se vzdušných soubojů s nepřítelem, doprovázel námořní konvoje a prováděl vzdušnou ochranu námořní základny. Během druhé světové války sestřelil tři nepřátelská letadla a jednu létající pumu V1. Nad nepřátelským územím uskutečnil celkem 131 letů během druhé světové války. Sloužil v 312. a 313. československé stíhací peruti. V srpnu 1945 se vrátil do Československa a působil ve funkci náčelníka štábu na letišti v Brně-Slatině. Po únoru 1948 byl na něj vydán zatykač a musel opět uprchnout do Anglie, kde na něj čekala manželka a dvě děti. Nastoupil zde službu u královského letectva, ze služeb RAF odešel v roce 1962. Autor knihy „Až na oblaků lem“.
Synovcem Miroslava Liškutína byl herec Alois Liškutín.

## Vyznamenání
- 1942  Československá medaile Za chrabrost před nepřítelem
- 1943  Československý válečný kříž 1939
- 1943  Československá medaile Za chrabrost před nepřítelem, udělena podruhé
- 1944  Československý válečný kříž 1939, udělen podruhé
- 1945  Záslužný letecký kříž
- 1945  Československý válečný kříž 1939, udělen potřetí
- 1945  Hvězda 1939–1945[3]
- 1946  Československý válečný kříž 1939, udělen počtvrté
- 1946  Československý válečný kříž 1939, udělen popáté
- 1946  Československá vojenská medaile za zásluhy, I. stupeň
- 1953  Letecký kříž [4]
- 1996  Medaile Za hrdinství[5]
- 2011 Kříž obrany státu MO ČR
- 2014 Záslužný kříž MO ČR I. st.
- Pamětní medaile československé armády v zahraničí , se štíkem VB
- Válečná medaile 1939–1945 [6]
- Evropská hvězda leteckých osádek[7]

## Ocenění
- Cena Jihomoravského kraje (2014) [8]